# Hemidactylus homoeolepis
Espèce
Statut de conservation UICN

 LC  : Préoccupation mineure
Hemidactylus homoeolepis est une espèce de geckos de la famille des Gekkonidae.

## Répartition
Cette espèce se rencontre au Yémen y compris dans l'archipel de Socotra et en Oman.
Sa présence en Somalie est incertaine.

## Publication originale
- Blanford, 1881 : Notes on the lizards collected in Socotra by Professor l. Bayley Balfour. Proceedings of the Zoological Society of London, vol. 1881, p. 464-469 (texte intégral).